# HK SL8半自動步槍
HK SL8（英語：Heckler & Koch SL8）是一系列由德国槍械製造商黑克勒&科赫（H(&)K）在1995年以推出的現代化突击步枪—HK G36突擊步槍改造而成的半自動民用運動型步枪。可發射比賽等級的.223 Remington或5.56×45毫米北約口徑制式步枪子彈，並且以10、20或30發特製可拆式透明塑料彈匣用作供彈方式。（敬請記著，非美国銷售版本可以像右方的圖片般使用一種外型和HK G36的30發大容量彈匣相似的10發特製可拆式彈匣；另外，並取決於此槍的衍生型）
由於HK SL8是HK G36步槍的半自動民用型版本，因此亦使用來自G36的短行程活塞氣動式、斯通納式轉拴式槍栓、類似M16步槍的氣環活塞系统及單導桿設計（而G36的氣動式和轉拴式槍機皆由AR-18衍生而來），這與最早期的黑克勒&科赫製生產的槍械所使用的滾輪延遲反衝式（英語：Roller-delayed blowback）系統相反。SL8最初是提供給德國聯邦國防軍，用作一枝外型類似G36、以便訓練預備役或能夠提供給無法裝備軍事級裝備的後備軍隊、執法機關或游擊隊的武器。

## 設計
為了令SL8運動型步槍更能夠適應民間市場，HK G36的手槍握把和折疊式槍托都被運動步槍式槍托（槍托與握把相連）所取代，只為了方便握緊而留下槍托中間的大孔（讓拇指穿過），並有黑色或灰色選擇；而機匣、彈匣插槽及扳機等組件亦被修改，以防止重新裝上G36的握把、折疊式槍托、G36的30發大容量彈匣及100發C-Mag彈鼓和可改回全自動射擊。此外，為了令SL8更符合美國先後通過了的兩條名為1968年槍支管制法（簡稱：GCA／GCA68）和聯邦突擊武器禁制法案（英語：Federal Assault Weapons Ban，簡稱：AWB）的禁止攻擊武器條款（由現在的美国菸酒槍炮及爆裂物管理局（英語：Bureau of Alcohol, Tobacco, Firearms and Explosives，簡稱：ATF）釋法），SL8出口到美國以前已經經過一定的小修改，以使G36的大容量彈匣或彈鼓不能裝上SL8。美國的SL8到了現在仍只接受一種供彈方式，就是10發單排的可拆式彈匣。SL8的其他小修改還包括減輕扳機釋放壓力、可調整的托腮板（高度調整）和槍托底板（英語：Buttplate，長度調整）以適合使用者身材，以及改用一根更長、更重、更準確的比賽等級槍管。SL8是不能直接裝上來自G36的提把和其內置的光学瞄準具，與戰術燈、雷射瞄準器、其他光學瞄準具等戰術配件一樣，必須利用售後市場配件的方式來購買這些配件亦且安裝在武器上。
許多由G36系列而來的零件都可以安裝在SL8以上，但除非經過修改，否則G36的手槍握把和折疊式槍托都不能裝上SL8。至少有一間美國槍械零件製造公司“黑市零件”（英語：Black Market Parts）正製造符合SL8的G36型握把和折疊式槍托，而另一家不明的美國槍械零件製造公司亦生產的專門的轉接裝置，使得原來的G36折疊式槍托都能夠裝在SL8。
很多美國的SL8的使用者都嘗試自行修改了其SL8，以便使用G36的30發大容量彈匣或100發C-Mag彈鼓和／或手槍握把和折疊式槍托。但是美國的SL8無法裝上G36的30發彈匣或100發C-Mag彈鼓，除非將SL8的轉拴式槍栓（單耳式槍機頭）改為G36的轉拴式槍栓（雙耳式槍機頭），以及取代、修改原來的機匣、彈匣和彈匣插槽，這樣才可以裝上G36的30發彈匣或100發C-Mag彈鼓。然而，這樣修改SL8或任何其他進口的半自動民用型步槍很明顯地違反了1968年槍支管制法，該法例完全禁止裝上任何適用於半自動民用型步槍的進口配件和自行作非法修改（手枪、霰彈槍除外）。因此，使用者應該考慮向位於西弗吉尼亚州的馬丁斯堡的美國菸酒槍炮及爆裂物管理局槍械科技科查詢一下這些修改是否合法。
截至2010年7月28日，SL8在美國已經停止生產，當時的型號為SL8-6，最後列出的MSRP為$2,449。
2021年8月2日，H&K重新發售SL8，規格同SL8-6，配有軍規G36導軌提把及競賽級扳機。MSRP亦降為$1,699，加利福尼亞州合法型的MSRP則為$1,749。

## 優勢
SL8具有以下優勢：
1. 很高的精準度
2. 容易操作
3. 和HK G36相同的可靠性
4. 錘鍛式膛線，鍍鉻加強硬度
5. 和HK G36一樣置於中間的拉機柄，左右兩手同樣適用
6. 10發可拆式透明聚合物製彈匣，令使用者可以快速的檢視子彈存量
7. 有不少零件（例如瞄準系統）可以和HK G36互換使用
8. 和HK G36相近的操作系統，繼承其優良的人體工學設計，雙手亦可靈活操作，因此亦適合左撇子使用，可調整高度的托腮板和調整長度的槍托底板以適合使用者身材

## 衍生型

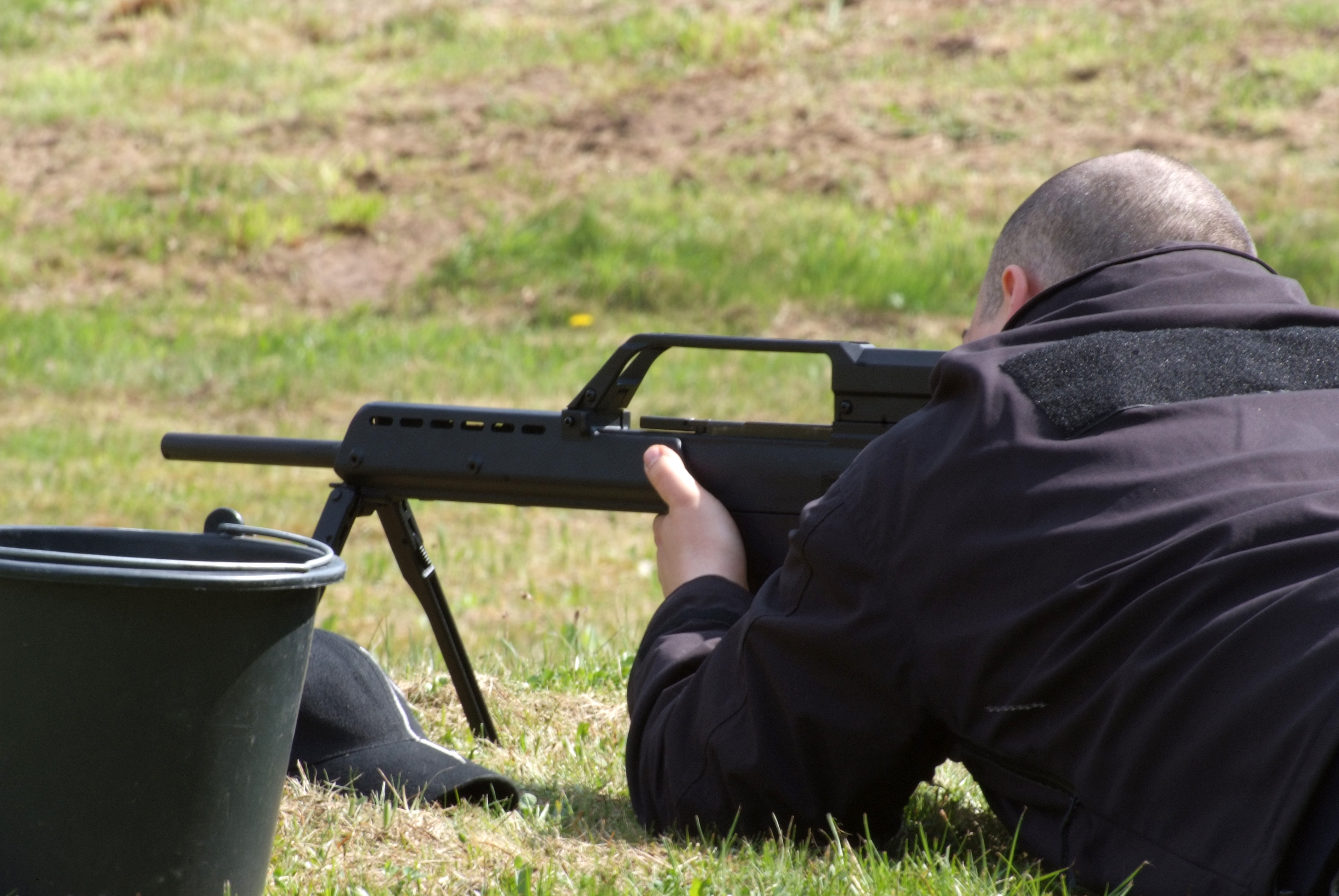
一名德國警察在第25屆國際蒙特卡羅卡利射擊比賽300米距離步槍射擊比賽之中以一枝HK SL8射擊，攝於2008年4月25日。

### SL8
SL8是歐盟和加拿大地發售的灰色槍身版本，使用雙排式彈匣供彈，前護木沒有散熱孔和MIL-STD-1913戰術導軌較短。

### SL8-1
SL8-1是美国進口版本的灰色槍身版本，使用單排式彈匣供彈，瞄準系統為一條較長的戰術導軌和機械瞄準具，前護木沒有散熱孔。

### SL8-2
非常罕見的SL8的衍生型，該槍是軍用型「精確射手步槍」（英語：Designated marksman rifle，簡稱：DMR）版本，裝備了兩腳架和G36系列的3.5倍光学瞄准镜。原本想成為德國聯邦國防軍的新一代精確射手步槍，可是最終並沒有獲得通過。

### SL8-4
SL8-4是SL8的黑色槍身版本，前護木設有散熱孔。

### SL8-5
SL8-5和SL8-4的不同之處是SL8-5使用了SL8-1的瞄準系統（一條較長的戰術導軌和機械瞄準具）。

### SL8-6
SL8-6是SL8-1的黑色槍身版本，前護木設有散熱孔和裝有較短的MIL-STD-1913戰術導軌。這枝SL8步槍是美國市場上最流行的SL8版本。

### SL8-10
新型號，裝有較短的MIL-STD-1913戰術導軌，口徑和膛室改為.222雷明登以規避禁止某些國家的居民擁有軍用子彈口徑武器的法律。它主要是出口到西班牙，但它也可像以前的型號使用.223雷明登，以取代SL8-4。

### SL9SD
HK SL9SD（英語：Heckler & Koch SL9SD）是一款黑克勒&科赫正在開發中、以SL8改為7.62毫米口徑的版本。

### R8
HK R8（英語：Heckler & Koch R8）是一款將SL8改為手動槍機版本的步槍。

### TBT-8
在2014年的SHOT Show（美國著名槍展），TommyBuilt戰術公司推出了他們的TBT-8步槍。TBT-8是一個轉換套件，使標準型HK SL8在外觀上看起來類似於XM8突擊步槍。該轉換套件採用SL8的機匣與G36的彈匣、聚合物的護木、可調節的槍托、一根旨在發射.300 AAC BLK（7.62×35毫米）口徑步枪子彈的槍管以及其他定制部件。“C”版本都具有一根短槍管和先進武器公司（AAC）762-SDN消聲器。TommyBuilt戰術正在計劃於2014年夏季推可選用三種不同長度的槍管，.300 AAC BLK和5.56×45毫米兩種口徑，售價為$ 1,400。

## 使用國
- 巴西
  - 警察單位
- 德国
  - 警察單位
- 西班牙
  - 特警單位

## 流行文化
雖然HK SL8只是半自動民用型步槍，但亦登場在不少的电影、电視劇和电子游戏裡，如有登場的話也有可能連瞄準鏡或HK G36的提把式瞄準具一起登場，有時甚至可以超過10發限制、全自動射擊及／或採用其他顏色。

### 電影
- 2003年—：裝上夜視鏡和戰術燈並且用作狙擊步槍。
- 2004年—：改裝使其類似於G36E並且由德國特警隊所使用。
- 2005年—：裝上Leupold Mark 4 CQ/T瞄準鏡並且由企圖刺殺林肯·6E的僱傭兵用作狙擊步槍。

### 电視劇
- 2001年—《：2005年4月3日第5季第16集（播出順序為第112集），SL8-1由主角（Jack Bauer，飾演）用作狙擊步槍。
- 2002年—：2007年1月22日第5季第110集（播出順序為第513集）“猛爆熱浪”（英語：Throwing Heat），由古巴刺客用作狙擊步槍。
- 2005年—：第5季第4集（播出順序為第86集）“結束”（The End）之中，SL8-4裝上消聲器和戰術瞄準鏡並且由高登·沃克（Gordon Walker，斯特林·K·布朗飾演）所使用。
- 2007年—《異形庇護所》：2007年6月11日網上播放第3集，SL8-4裝上戰術瞄準鏡並且由阿什利·馬格努斯（Ashley Magnus，埃米莉·烏立魯飾演）所使用。
- 2007年—《火線警告》：
  - 2008年7月10日第2季第1集（總集數為第13集）「打破和突入」（Breaking and Entering），SL8-1裝上售後市場“重新黑色”合成槍托和瞄準鏡並且由僱傭兵在觀察一筆交易時所使用。
  - 2009年8月6日第3季第9集（總集數為第37集）「回歸之路」（Long Way Back），SL8-1裝上雷射瞄準器並且由肖恩·耿娜（Sean Glenanne，羅賓·吉文斯飾演）所使用。
  - 2010年6月17日第4季第3集（總集數為第57集）「造人」（Made Man），SL8-1裝上消聲器和瞄準鏡並且由邁克爾·韋斯特（Michael Westen，飾演）和菲奧娜（Fiona，羅賓·吉文斯飾演）所使用。
  - 2010年12月9日第4季第16集（總集數為第60集）「死與新生」（Dead or Alive），SL8-1裝上消聲器和瞄準鏡並且由山姆·阿斯（Sam Axe，塞斯·彼得森飾演）所使用。
  - 2010年12月16日第4季第17集（總集數為第61集）「從火中出來」（Out of the Fire），SL8-1裝上消聲器、雷射瞄準器和瞄準鏡並且由山姆·阿斯（Sam Axe，塞斯·彼得森飾演）所使用。
  - 2011年7月28日第5季第6集（總集數為第68集）「我的敵人的敵人」（Enemy of My Enemy），SL8-1裝上消聲器和瞄準鏡並且由邁克爾·韋斯特（Michael Westen，飾演）和菲奧娜（Fiona，羅賓·吉文斯飾演）所使用。
  - 2013年6月6日第7季第1集（總集數為第99集）「新政」（New Deal），SL8-1裝上消聲器並且由蘭德爾（Randall，阿德里安·派斯達飾演）所使用。
- 2011年—《諜影迷情》：由摩薩德狙擊隊所使用。

### 电子遊戲
- 2003年—：命名為SL-9。
- 2005年—：命名為「Rakow G2A2-C」，裝上C-Mag彈鼓和綠色護木，以突击步枪的型象登場。
- 2005年—：SL8-1命名為「半自動步槍」，裝上HK G36的提把式瞄準具。
- 2007年—：SL8-1使用深藍色槍身和20發彈匣（實際上該模組用的是10發彈匣）並裝上瞄準鏡，原來該槍的槍托上印有的“HK”字樣被“CSO”取代，並且能使用放大2倍的特級瞄準鏡，以狙擊步槍的型象登場。中国大陆地區於2009年3月25日推出一般版，命名為「猎魂骑士」；港台地區於2009年4月21日推出一般版，命名為「審判之眼」；在各地版本均已開放使用。另外亦有兩種改進版：
  - SL8 Gold：C-Box限定的黃金噴漆型。港台地區於2009年7月14日推出黃金版，命名為「黃金審判之眼」；中國大陸地區於2009年7月15日推出黃金版，命名為「猎魂金骑（装弹强化）」；在各地版本均已開放使用，但土耳其版因結束營運的關係而不會在這個版本開放使用。
  - SL8 Custom：虛構研究室雷克斯研究室製作的改進型，以SL8精密改造零件改進而成。改進之處包括：槍身下半身被改成白色、改以虛構的25發STANAG彈匣供彈並安裝了兩腳架和消音器，並提升了命中率和火力。港台地區和中国大陆地區於2011年5月31日推出Custom版，前者命名為「末日審判」，後者仍然命名為「猎魂骑士」；在各地版本均已開放使用，但土耳其版因結束營運的關係而不會在這個版本開放使用。
- 2007年—：以電磁能高斯步槍的型象登場，命名為GK8。
- 2011年—：命名為「Rakow G2A2-C」，裝上C-Mag彈鼓和綠色護木，只在過場動畫之中出現。
- 2012年—《战争前线》：型号为SL8-2，命名为“H&K SL8”，使用SL8-6的上导轨提把以及护木，10发弹匣，枪身上用蓝色油漆写上“Z83”字样。为狙击手专用武器，可以改装枪口配件（狙击枪制退器）、战术导轨配件（狙击枪双脚架）以及瞄准镜（狙击枪5.5x瞄准镜、狙击枪4.5x中程瞄准镜、狙击枪4x短程瞄准镜）。拥有万圣节涂装版本，强化威力与射程，可以改装枪口配件（通用消音器、狙击枪消音器、狙击枪制退器）、战术导轨配件（狙击枪双脚架、特殊狙击枪双脚架）以及瞄准镜（狙击枪5.5x瞄准镜、狙击枪4.5x中程瞄准镜、狙击枪4x短程瞄准镜、狙击槍5x快速瞄准镜）。
  - 万圣节版本可以通过万圣节期间购买时限以及通关生存模式“Cyber horde”地图奖励箱获得，对生化僵尸的伤害增加20%。
- 2023年—《生化危機4 重製版》：為規避版權問題，被命名為「刺鰩」，可在武器商人處購得。
- 2023年—《決勝時刻：現代戰爭III 2023》：命名為“DM56”，歸類為精確射手步槍。

### 動畫
- 2012年—：第一季第8集，裝上紅外線瞄準鏡並且由一名僱傭兵狙擊手所使用。

## 資料來源
1. ↑  .   [2011-04-19]. （原始内容存档于2011-10-03）.
2. ↑  . The Firearm Blog. 2021-08-02  [2021-08-03]. （原始内容存档于2021-08-04） （美国英语）.
3. ↑  TommyBuilt Tactical’s TBT-8C picks up where the Army left off （页面存档备份，存于） - Militarytimes.com/Gearscout, 18 February 2014

## 外部連結
- （英文）—H&K美國官方網頁（HK SL8-6 Rifle）
- （英文）—Modern Firearms—Heckler-Koch HK SL-8 rifle（页面存档备份，存于）
- （英文）—HKPRO—HK SL8（页面存档备份，存于）
- （英文）—Remtek—HK SL8（页面存档备份，存于）
- （英文）—Military, Security and Civilian Guns and Equipment—Heckler & Koch HK SL8（页面存档备份，存于）
- （英文）—The Firearm Blog—POTD: Designed in Germany, Made in the USA（页面存档备份，存于）
- （英文）或（德文）—Heckler & Koch Jagd- und Sportwaffen（页面存档备份，存于）
- （英文）—Operators Manual—HK SL8-1 Rifle（页面存档备份，存于）
- （德文）—sl-8.de（页面存档备份，存于）
- （简体中文）—新华网—SL8步枪（页面存档备份，存于）
- （简体中文）—D Boy Gun World（槍炮世界）—SL8运动步枪（页面存档备份，存于）